# Tocharoi
De Tocharoi (Grieks Τόχαροι, Tokharoi) of Tocharen waren een door Griekse historici genoemd volk in Centraal-Azië gedurende de 2e en 1e eeuw v.Chr..
De meeste experts zijn het eens dat de in historische bronnen voorkomende namen Tukhara, Kushana en Yuezhi in sommige gevalen voor dezelfde groep staan. Archeologisch bewijs is onvoldoende om verschillende nomadische groepen van elkaar te onderscheiden. Steppeculturen komen namelijk materieel sterk overeen, ook wanneer het mogelijk ging om sprekers van verschillende talen of taalfamilies, of verschillende etnische groepen. Antieke bronnen uit India en China maken echter wel duidelijk onderscheid tussen groepen zoals de Yuezhi, Scythen of Saka, Xiongnu, en Wusun. Dit onderscheid was daarom mogelijk op hun verschillende talen gebaseerd.
In de moderne taalkunde staat de naam Tochaars voor een Indo-Europese taalfamilie. Op hun hoogtepunt waren Tochaarse talen over heel Centraal-Azië verspreid. Tochaars behoort -merkwaardig genoeg- tot de westelijke tak van de Indo-Europese talen. Dit is aanleiding voor theorieën dat een groep voorouders uit het westen van Eurazië naar Centraal-Azië zou zijn gemigreerd of de westelijke sprekers van Indo-Europese talen oorspronkelijk uit Centraal-Azië zouden komen. Voor beide theorieën is geen enkel ander bewijs. Talen verspreiden zich niet altijd samen met etnische groepen; ze hebben zich bovendien in sommige gevallen binnen korte tijd over grote gebieden met etnisch niet-verwante volkeren verspreid.
In contemporaine bronnen uit India (na de 2e eeuw v.Chr.) worden de veroveraars van het noorden van India Tukhara of Tushara genoemd. De namen Yuezhi en Kushana komen in deze bronnen niet voor. In Griekse bronnen komt een volk in Centraal Azië voor dat Tocharoi wordt genoemd. Deze Tocharoi waren een van de volkeren die volgens Strabo Bactria op de Grieken veroverden. Zowel Indiase als Griekse bronnen zouden het over een grotere groep kunnen hebben, geen etnische, maar een taalkundige groep die in/over een groot gebied in Centraal Azië woonde/migreerde. Sommige van deze Tocharen kunnen in Bactria gearriveerd zijn voor de Yuezhi er aankwamen. Dus de Yuezhi waren mogelijk Tocharen, maar slechts één groep.
In Chinese bronnen komen de namen Turfan, Dawan (Chinese naam voor Ferghana), Daxia (waarschijnlijk de Chinese naam voor Bactria) voor. Dit zijn variaties op de naam Tuhara - volgens Yu en Mair. Als dit klopt werd Daxia al door andere Tocharen bewoond voor de Yuezhi er arriveerden.
Bactria was in China bekend als het land van de Tuhara tot op zijn minst de 7e eeuw n.Chr. Dit blijkt uit Xuanzangs reisverslag.

## Skythische stam
De Tocharoi (Τόχαροι) werden genoemd door Griekse geografen als Ptolemaeus (VI, 11, 6). De eerste vermelding van de Tochari verscheen in de 1e eeuw v.Chr., toen Strabo hen beschreef als een Scythische stam. Hij vertelt dat zij samen met de Asii, Pasiani en Sakarauli deelnamen aan de verwoesting van het Grieks-Bactrisch koninkrijk in de tweede helft van de 2e eeuw v.Chr.:
De meeste Scythen, beginnend vanaf de Kaspische Zee, worden Dahae genoemd en degenen die zich meer in de richting van het oosten bevinden Massagetae en Sacae; de rest draagt de gezamenlijke benaming Scythen, maar elke afzonderlijke stam heeft zijn eigen naam. Ze zijn óf allemaal, óf voor het grootste deel nomaden. De bekendste stammen zijn diegenen die de Grieken beroofden van Bactriana: de Asii, Pasiani, Tochari en Sakarauli - die kwamen uit het land aan de andere zijde van de Jaxartes, tegenover de Sacae en de Sogdiani.— Strabo
Deze Tochari worden geïdentificeerd met de Yuezhi die een groot rijk stichtten dat van Bactrië (Chinees: 大夏, Daxia) tot Noord-India strekte. De Tocharen zijn in documenten in het Sanskriet bekend als de Tukhara.

## Tochaars
Vanaf het eind van de 19e eeuw werden in het Tarimbekken in de huidige Chinese provincie Sinkiang (Xinjiang), teksten in een tot dan toe onbekende Indo-Europese taal gevonden. Deze taal werd geassocieerd met het Kushan-rijk en daarom Tochaars genoemd. Die conclusie wordt door het overgrote deel van het vakgebied in de 21e eeuw onhoudbaar geacht. De belangrijkste taal die de inwoners van Bactrië spraken was Bactrisch. De term Tochaars wordt nu algemeen geacht een verkeerde benaming te zijn, omdat de groep die aangeduid wordt met Tocharen die taal zeker niet sprak. Ondanks de regelmatige verwarring die dit creëert is de term tot nu toe gehandhaafd vanwege een gebrek aan een geaccepteerd alternatief.